# Jugoslawische Eishockeyliga 2000/01
Die Saison 2000/01 war die zehnte Spielzeit der Eishockeyliga der BR Jugoslawien, der höchsten jugoslawischen Eishockeyspielklasse. Meister wurde zum insgesamt vierten Mal in der Vereinsgeschichte der HK Vojvodina Novi Sad.

## Modus
In der Hauptrunde absolvierte jede der fünf Mannschaften insgesamt 16 Spiele. Die beiden Erstplatzierten qualifizierten sich für das Meisterschaftsfinale. Für einen Sieg erhielt jede Mannschaft zwei Punkte, bei einem Unentschieden gab es einen Punkt und bei einer Niederlage null Punkte.

## Hauptrunde

### Tabelle
|    | Klub                    | Sp | S  | U | N  | T   | GT  | Punkte |
| -- | ----------------------- | -- | -- | - | -- | --- | --- | ------ |
| 1. | HK Vojvodina Novi Sad   | 16 | 16 | 0 | 0  | 232 | 8   | 32     |
| 2. | HK Partizan Belgrad     | 16 | 12 | 0 | 4  | 102 | 63  | 24     |
| 3. | HK TAS Nowigrad Belgrad | 16 | 6  | 0 | 10 | 62  | 117 | 12     |
| 4. | HK Spartak Subotica     | 16 | 4  | 0 | 12 | 49  | 150 | 8      |
| 5. | HK Novi Sad             | 16 | 2  | 0 | 14 | 21  | 128 | 4      |

Sp = Spiele, S = Siege, U = Unentschieden, N = Niederlagen

## Finale
- HK Partizan Belgrad – HK Vojvodina Novi Sad 2:7/3:11